# 魅力まるごと いまドキッ!埼玉
『いまドキッ!埼玉』（みりょくまるごと いまドキッ!さいたま）は、テレビ埼玉で2017年4月1日から放送されている埼玉県の情報番組・県政広報番組。愛称は『いまたま』。

## 概要
前番組『彩の国ニュースほっと』に続き、グルメにお出かけスポット、自慢したくなる情報など、埼玉の魅力を伝える番組である。
過去の放送は埼玉県公式YouTubeでも視聴できる。

## 主な流れ
- コーナー（1）
- Weekly Pick Up
  - 女性MCが埼玉県内で放送週に行われたイベントを1つ紹介する。
- コーナー（2）
- 今週のインフォメーション
- プレゼント紹介
  - コーナー（1）または（2）で取り上げた商品をプレゼントする。
- お便り紹介

「Weekly Pick Up」と「コーナー（2）」の間には取材先の人がタイトルコールをするジャンクションがあったが、2019年度より廃止され、そのままコーナー（2）に移る形となった。

## 出演者
2018年3月17日までのメンバーはいずれも『彩の国ニュースほっと』から続投。リポーターは2人ずつ隔週で登場する。ただし新年度最初の放送はクイズ企画を行うため、リポーター・ナレーター含めて全員登場する（過去に一度だけ仕事の都合で松井が欠席した時はリポーター全員がスタジオ出演を行った）。
| 期間       | 期間      | MC         | MC         | リポーター | リポーター       | リポーター | リポーター | ナレーター        |
| ---------- | --------- | ---------- | ---------- | ---------- | ---------------- | ---------- | ---------- | ----------------- |
| 2017.04.01 | 2018.3.17 | 三遊亭楽生 | 貞平麻衣子 | 小堺翔太   | 海老澤佳奈       | せとたけお | 辻村ゆりな | （不在）          |
| 2018.4.14  | 2020.3.28 | 三遊亭楽生 | 松井咲子   | 小堺翔太   | 中里春菜         | カナイ     | 内藤好美   | （不在）          |
| 2020.4.11  | 2021.6.26 | 佐々木優太 | 松井咲子   | 小堺翔太   | ドーキンズ英里奈 | カナイ     | 才木玲佳   | （不在）          |
| 2021.7.3   | 2023.3.25 | 佐々木優太 | 松井咲子   | 小堺翔太   | 佐藤葵           | カナイ     | 才木玲佳   | （不在）          |
| 2023.4.15  |           | 松井咲子   | 松井咲子   | 小堺翔太   | アンゴラ村長     | カナイ     | 才木玲佳   | 岡本寛志 明坂聡美 |

・松井やリポーターがロケに行く際は出演者ごとに色違いの専用のツナギを着用する。
松井:紫
小堺:青
カナイ:オレンジ
才木:黄
アンゴラ村長:赤

## テーマ曲
- サスケ「エールソング」（2017年4月1日 - 2019年3月30日）[9][10][11]
- TANEBI「オモイドオリ」（2019年4月13日 - 2020年3月28日）[12]
- 鶴「マジカルロックミュージック」（2020年4月11日 - 2021年3月27日）[13]
- kittone「群青と走る」（2021年4月10日 - 2023年3月26日）[14]
- リアクション ザ ブッタ「所信表明」（2022年4月9日 - 2023年3月25日）[15]
- ITAZURA STORE「Scan!」（2023年4月15日 - ）[16]
- 海羽「笑えたら」（2023年4月13日 - ）[17]

## スタッフ
- プロデューサー/島野守夫（2023年4月15日 - ）
- ディレクター/山本真補（2022年4月9日 - ）・熊倉啓太[18]・宇野遼・間垣竜成（2023年4月15日 - ）
- 手話通訳/社会福祉法人埼玉聴覚障害者福祉会
- 技術協力/TAP
- 企画・提供/埼玉県
- 制作/テレビ埼玉（テレ玉）

## 過去のスタッフ
- プロデューサー/藤田一彦（2021年2月13日 - ）
- ディレクター/宮居寿樹（ - 2020年3月）・伊藤規明・坂村晋吾